# Alto Caparaó (kommun)
Alto Caparaó är en kommun i Brasilien.   Den ligger i delstaten Minas Gerais, i den sydöstra delen av landet, 800 km sydost om huvudstaden Brasília. Antalet invånare är 5 297.
Följande samhällen finns i Alto Caparaó:
- Alto Caparaó

Omgivningarna runt Alto Caparaó är en mosaik av jordbruksmark och naturlig växtlighet. Runt Alto Caparaó är det ganska glesbefolkat, med 48 invånare per kvadratkilometer.